# ビューティフル・アウェイクニング
『ビューティフル・アウェイクニング』（Beautiful Awakening）は、アメリカ人歌手ステイシー・オリコの3枚目のスタジオ・アルバム。

## 概要
The Underdogsやノーティ・バイ・ネイチャーのKay-Geeといったプロデューサーを迎え、前作よりもR&B色の強いサウンドになっている。
本作について、ステイシーは「17〜20歳の間に起きた成長と変化のストーリー」であると語っている。
本国アメリカではプロモーション盤が制作されたのみで、正式なリリースには至らなかった。
"テイク・ミー・アウェイ"は、マイケル・フランクスの楽曲、"On My Way Home To You"がサンプリングされており、作曲者としてもフランクスがクレジットに記載されている。

## 収録曲
1. ソー・シンプル - So Simple
2. アイム・ノット・ミッシング・ユー - I'm Not Missing You
3. ドリーム・ユー - Dream You
4. イージー・トゥ・ラヴ・ユー - Easy To Luv You
5. セイヴ・ミー - Save Me
6. テイク・ミー・アウェイ - Take Me Away
7. ベイビーガール - Babygirl
8. ウェイト - Wait
9. イズ・イット・ミー - Is It Me
10. ドント・アスク・ミー・トゥ・ステイ - Don't Ask Me To Stay
11. アイ・キャント・ギヴ・イット・アップ - I Can't Give It Up
12. ビューティフル・アウェイクニング - Beautiful Awakening
13. フラストレイテッド - Frustrated
14. ブラッシュ・エム・オフ - Brush 'Em Off
※13、14曲目は日本盤ボーナストラック